# Tornei di tennis maschili nel 1927
Prima della nascita della cosiddetta "Era Open" del tennis, ossia l'apertura ai tennisti professionisti dei tornei che prima di quell'anno erano riservati ai tennisti dilettanti. Nel 1927 i tornei si distinguevano in pro e amatoriali: ai primi potevano partecipare solo i giocatori professionisti, mentre ai secondi potevano partecipare solo i tennisti dilettanti. Tutti i tornei più importanti erano amatoriali tra questi c'erano i tornei del Grande Slam: gli Australian Championships, gli Internazionali di Francia, il Torneo di Wimbledon e gli U.S. National Championships.

## Calendario

### Legenda
| Tornei amatoriali       |
| Tornei professionistici |

### Gennaio
| Settimana  | Torneo                                                                                  | Vincitore                                  | Finalista                    | Semifinalisti | Eliminati ai quarti |
| ---------- | --------------------------------------------------------------------------------------- | ------------------------------------------ | ---------------------------- | ------------- | ------------------- |
| 3 gennaio  | Coupe de Noel 1927 Parigi, Francia Singolare - Doppio                                   | René Lacoste 8-6 6-2 8-6                   | Pierre Henry Landry          |               |                     |
| 3 gennaio  | Coupe de Noel 1927 Parigi, Francia Singolare - Doppio                                   |                                            |                              |               |                     |
| 3 gennaio  | Beausite First Meeting 1927 Cannes, Francia Singolare - Doppio                          | Allen Hawthorne Behr 6-3 3-6 6-3 6-4       | Charles Aeschliman           |               |                     |
| 3 gennaio  | Beausite First Meeting 1927 Cannes, Francia Singolare - Doppio                          |                                            |                              |               |                     |
| 5 gennaio  | Sydney Metropolitan Grass Court Championships 1927 Sydney, Australia Singolare - Doppio | Jack Crawford 8-6 6-3                      | Leslie E. Baker              |               |                     |
| 5 gennaio  | Sydney Metropolitan Grass Court Championships 1927 Sydney, Australia Singolare - Doppio |                                            |                              |               |                     |
| 10 gennaio | Metropole Club Championships 1927 Cannes, Francia Singolare - Doppio                    | Henri Cochet 0-6 7-5 7-5 9-11 6-1          | Henry George Mayes           |               |                     |
| 10 gennaio | Metropole Club Championships 1927 Cannes, Francia Singolare - Doppio                    |                                            |                              |               |                     |
| 17 gennaio | Carlton Club Championships 1927 Cannes, Francia Singolare - Doppio                      | Henri Cochet 1-6 6-1 6-0 1-6 6-0           | Jacques Brugnon              |               |                     |
| 17 gennaio | Carlton Club Championships 1927 Cannes, Francia Singolare - Doppio                      |                                            |                              |               |                     |
| 22 gennaio | Canadian Covered Court Championships 1927 Montréal, Canada Singolare - Doppio           | George Lott                                | William F. Crocker           |               |                     |
| 22 gennaio | Canadian Covered Court Championships 1927 Montréal, Canada Singolare - Doppio           |                                            |                              |               |                     |
| 24 gennaio | New Courts Club Championships 1927 Cannes, Francia Singolare - Doppio                   | Jacques Brugnon 6-2 6-2 6-3                | Henri Cochet                 |               |                     |
| 24 gennaio | New Courts Club Championships 1927 Cannes, Francia Singolare - Doppio                   |                                            |                              |               |                     |
| 31 gennaio | Australian Championships 1927 Melbourne, Australia Singolare - Doppio                   | Gerald Patterson 3-6 6-4 3-6 181-6 6-3     | John Hawkes                  |               |                     |
| 31 gennaio | Australian Championships 1927 Melbourne, Australia Singolare - Doppio                   | John Hawkes Gerald Patterson 8-6, 6-2, 6-1 | Ian McInness Pat O'Hara Wood |               |                     |
| 31 gennaio | Gallia Club Championships 1927 Cannes, Francia Singolare - Doppio                       | Henri Cochet 6-2 6-1 6-1                   | Allen Hawthorne Behr         |               |                     |
| 31 gennaio | Gallia Club Championships 1927 Cannes, Francia Singolare - Doppio                       |                                            |                              |               |                     |

### Febbraio
| Settimana   | Torneo                                                                     | Vincitore                       | Finalista           | Semifinalisti | Eliminati ai quarti |
| ----------- | -------------------------------------------------------------------------- | ------------------------------- | ------------------- | ------------- | ------------------- |
| 7 febbraio  | Nice First Meeting 1927 Nizza, Francia Singolare - Doppio                  | Henri Cochet 9-7 6-2 6-2        | Uberto De Morpurgo  |               |                     |
| 7 febbraio  | Nice First Meeting 1927 Nizza, Francia Singolare - Doppio                  |                                 |                     |               |                     |
| 13 febbraio | French Covered Court Championships 1927 Parigi, Francia Singolare - Doppio | Jean Borotra 2-6 6-1 6-1 6-1    | Pierre Henry Landry |               |                     |
| 13 febbraio | French Covered Court Championships 1927 Parigi, Francia Singolare - Doppio |                                 |                     |               |                     |
| 14 febbraio | Casino Heights Invitational 1927 New York, USA Singolare - Doppio          | Manuel Alonso 6-2 3-6 12-10 6-4 | Herndon             |               |                     |
| 14 febbraio | Casino Heights Invitational 1927 New York, USA Singolare - Doppio          |                                 |                     |               |                     |
| 14 febbraio | Torneo di Beaulieu 1927 Beaulieu-sur-Mer, Francia Singolare - Doppio       | Jan Koželuh 6-4 6-2 6-3         | Ren Galeppe         |               |                     |
| 14 febbraio | Torneo di Beaulieu 1927 Beaulieu-sur-Mer, Francia Singolare - Doppio       |                                 |                     |               |                     |
| 21 febbraio | Monte Carlo Cup 1927 Monte Carlo, Monte Carlo Singolare - Doppio           | Erik Worm walkover              | Bela von Kehrling   |               |                     |
| 21 febbraio | Monte Carlo Cup 1927 Monte Carlo, Monte Carlo Singolare - Doppio           |                                 |                     |               |                     |
| 28 febbraio | Riviera Championships 1927 Mentone, Francia Singolare - Doppio             | Uberto De Morpurgo 6-4 6-3 6-4  | Bela von Kehrling   |               |                     |
| 28 febbraio | Riviera Championships 1927 Mentone, Francia Singolare - Doppio             |                                 |                     |               |                     |

### Marzo
| Settimana | Torneo                                                                            | Vincitore                                            | Finalista                 | Semifinalisti | Eliminati ai quarti |
| --------- | --------------------------------------------------------------------------------- | ---------------------------------------------------- | ------------------------- | ------------- | ------------------- |
| Marzo     | Queen's Covered Court Championships 1927 Londra, Gran Bretagna Singolare - Doppio | Sydney M. Jacob 1-6 6-3 7-5 6-3                      | Gordon Crole-Rees         |               |                     |
| Marzo     | Queen's Covered Court Championships 1927 Londra, Gran Bretagna Singolare - Doppio |                                                      |                           |               |                     |
| Marzo     | South African Championships 1927 Johannesburg, Sudafrica Singolare - Doppio       | J.C. Guy Eaglestone 8–6, 3–6, 6–2, 6–4               | C.H. Robbs                |               |                     |
| Marzo     | South African Championships 1927 Johannesburg, Sudafrica Singolare - Doppio       |                                                      |                           |               |                     |
| Marzo     | New South Wales Hard Court Championships 1927 Dubbo, Australia Singolare - Doppio | Harry Hopman                                         | non conosciuta (bandiera) |               |                     |
| Marzo     | New South Wales Hard Court Championships 1927 Dubbo, Australia Singolare - Doppio |                                                      |                           |               |                     |
| Marzo     | Egyptian International Championships 1927 Il Cairo, Egitto Singolare - Doppio     | Cecil Campbell                                       | non conosciuta (bandiera) |               |                     |
| Marzo     | Egyptian International Championships 1927 Il Cairo, Egitto Singolare - Doppio     |                                                      |                           |               |                     |
| 1º marzo  | Bermuda International Championships 1927 Hamilton, Bermuda Singolare - Doppio     | George Lott 4-6 6-2 7-5 12-10                        | Frederic Mercur           |               |                     |
| 1º marzo  | Bermuda International Championships 1927 Hamilton, Bermuda Singolare - Doppio     |                                                      |                           |               |                     |
| 6 marzo   | South Florida Championships 1927 Miami Beach, USA Singolare - Doppio              | Bill Tilden 6-3 7-9 5-7 6-4 6-2                      | Manuel Alonso             |               |                     |
| 6 marzo   | South Florida Championships 1927 Miami Beach, USA Singolare - Doppio              | Manuel Alonso Francis Hunter 8-6 5-7 4-6 1-6 6-4 6-3 | Bill Tilden William Coen  |               |                     |
| 7 marzo   | South of France Championships 1927 Nizza, Francia Singolare - Doppio              | Herman von Artens 2-6 5-7 6-1 6-3 10-8               | Brame Hillyard            |               |                     |
| 7 marzo   | South of France Championships 1927 Nizza, Francia Singolare - Doppio              |                                                      |                           |               |                     |
| 11 marzo  | Côte d'Azur Championships 1927 Cannes, Francia Singolare - Doppio                 | Henry George Mayes 1-6 6-3 2-6 6-4 2-0 ritiro        | Otto Froitzheim           |               |                     |
| 11 marzo  | Côte d'Azur Championships 1927 Cannes, Francia Singolare - Doppio                 |                                                      |                           |               |                     |
| 12 marzo  | Florida State Championships 1927 Palm Beach, USA Singolare - Doppio               | Bill Tilden 7-5 6-8 3-6 6-0 6-4                      | Manuel Alonso             |               |                     |
| 12 marzo  | Florida State Championships 1927 Palm Beach, USA Singolare - Doppio               |                                                      |                           |               |                     |
| 18 marzo  | Southeastern Championships 1927 Ortega, USA Singolare - Doppio                    | Bill Tilden 6-4 6-1 6-3                              | George Lott               |               |                     |
| 18 marzo  | Southeastern Championships 1927 Ortega, USA Singolare - Doppio                    |                                                      |                           |               |                     |
| 21 marzo  | Cannes Championships 1927 Cannes, Francia Singolare - Doppio                      | Henry George Mayes 3-6 6-0 6-3 6-1                   | Charles Aeschliman        |               |                     |
| 21 marzo  | Cannes Championships 1927 Cannes, Francia Singolare - Doppio                      |                                                      |                           |               |                     |
| 24 marzo  | Halifax County Championships 1927 Ormond Beach, USA Singolare - Doppio            | George Lott 6-3 0-6 7-5 6-3                          | Bill Tilden               |               |                     |
| 24 marzo  | Halifax County Championships 1927 Ormond Beach, USA Singolare - Doppio            |                                                      |                           |               |                     |
| 26 marzo  | South Australian Championships 1927 Adelaide, Australia Singolare - Doppio        | Ernest T. Rowe 5-7, 6-0, 6-3, 6-2                    | Pat O'Hara Wood           |               |                     |
| 26 marzo  | South Australian Championships 1927 Adelaide, Australia Singolare - Doppio        |                                                      |                           |               |                     |
| 27 marzo  | Southern Pro Championships 1927 Palm Beach, USA Singolare - Doppio                | Paul Heston 3 set a 0                                | George Agutter            |               |                     |
| 27 marzo  | Southern Pro Championships 1927 Palm Beach, USA Singolare - Doppio                |                                                      |                           |               |                     |
| 27 marzo  | US Indoors 1927 New York, USA Singolare - Doppio                                  | Jean Borotra 6-2 6-4 6-3                             | Jacques Brugnon           |               |                     |
| 27 marzo  | US Indoors 1927 New York, USA Singolare - Doppio                                  |                                                      |                           |               |                     |

### Aprile
| Settimana | Torneo                                                                                | Vincitore                         | Finalista           | Semifinalisti | Eliminati ai quarti |
| --------- | ------------------------------------------------------------------------------------- | --------------------------------- | ------------------- | ------------- | ------------------- |
| 1º aprile | South Atlantic Championships 1927 Augusta, USA Singolare - Doppio                     | Bill Tilden 11-9 0-6 6-2 6-1      | George Lott         |               |                     |
| 1º aprile | South Atlantic Championships 1927 Augusta, USA Singolare - Doppio                     |                                   |                     |               |                     |
| 7 aprile  | Blue Ridge Championships 1927 Asheville, USA Singolare - Doppio                       | Bill Tilden 4-6 6-4 6-1 6-2       | George Lott         |               |                     |
| 7 aprile  | Blue Ridge Championships 1927 Asheville, USA Singolare - Doppio                       |                                   |                     |               |                     |
| 11 aprile | Surrey Hard Court Championships 1927 Roehampton, Gran Bretagna Singolare - Doppio     | Sydney M. Jacob 6-4 6-0           | Gordon Crole-Rees   |               |                     |
| 11 aprile | Surrey Hard Court Championships 1927 Roehampton, Gran Bretagna Singolare - Doppio     |                                   |                     |               |                     |
| 11 aprile | Monte Carlo Third Meeting 1927 Monte Carlo, Monte Carlo Singolare - Doppio            | Erik Worm 6-4 6-1 6-4             | Charles Aeschliman  |               |                     |
| 11 aprile | Monte Carlo Third Meeting 1927 Monte Carlo, Monte Carlo Singolare - Doppio            |                                   |                     |               |                     |
| 15 aprile | North & South Championships 1927 Pinehurst, USA Singolare - Doppio                    | Bill Tilden 6-2 7-5 6-2           | George Lott         |               |                     |
| 15 aprile | North & South Championships 1927 Pinehurst, USA Singolare - Doppio                    |                                   |                     |               |                     |
| 18 aprile | North London Hard Court Championships 1927 Highbury, Gran Bretagna Singolare - Doppio | David H. Williams 5-7 6-0 9-7     | Henning Muller      |               |                     |
| 18 aprile | North London Hard Court Championships 1927 Highbury, Gran Bretagna Singolare - Doppio |                                   |                     |               |                     |
| 18 aprile | Tally Ho! 1927 Birmingham, Gran Bretagna Singolare - Doppio                           | Jacques Brugnon 6-0 6-2 6-1       | Keats Lester        |               |                     |
| 18 aprile | Tally Ho! 1927 Birmingham, Gran Bretagna Singolare - Doppio                           |                                   |                     |               |                     |
| 22 aprile | Mason & Dixon Trophy 1927 White Sulphur Springs, USA Singolare - Doppio               | George Lott 2-6 6-4 6-2 6-3       | John Van Ryn        |               |                     |
| 22 aprile | Mason & Dixon Trophy 1927 White Sulphur Springs, USA Singolare - Doppio               |                                   |                     |               |                     |
| 22 aprile | Torneo di Marsiglia 1927 Marsiglia, Francia Singolare - Doppio                        | Roger George 6-4 6-1              | Christian Boussus   |               |                     |
| 22 aprile | Torneo di Marsiglia 1927 Marsiglia, Francia Singolare - Doppio                        |                                   |                     |               |                     |
| 25 aprile | German Championships 1927 Berlino, Germania Singolare - Doppio                        | Hans Moldenhauer 6-2 4-6 6-4 6-4  | Willy Hannemann     |               |                     |
| 25 aprile | German Championships 1927 Berlino, Germania Singolare - Doppio                        |                                   |                     |               |                     |
| 30 aprile | New South Wales Championships 1927 Sydney, Australia Singolare - Doppio               | Jack Crawford 7-5 1-6 9-7 5-7 6-4 | Richard Schlesinger |               |                     |
| 30 aprile | New South Wales Championships 1927 Sydney, Australia Singolare - Doppio               |                                   |                     |               |                     |

### Maggio
| Settimana | Torneo                                                                                | Vincitore                                | Finalista                 | Semifinalisti | Eliminati ai quarti |
| --------- | ------------------------------------------------------------------------------------- | ---------------------------------------- | ------------------------- | ------------- | ------------------- |
| maggio    | Southern California Championships 1927 Los Angeles, USA Singolare - Doppio            | Gerald Stratford                         | non conosciuta (bandiera) |               |                     |
| maggio    | Southern California Championships 1927 Los Angeles, USA Singolare - Doppio            |                                          |                           |               |                     |
| 1º maggio | British Hard Court Championships 1927 Bournemouth, Gran Bretagna Singolare - Doppio   | René Lacoste 6-1 6-2 6-2                 | Patrick Spence            |               |                     |
| 1º maggio | British Hard Court Championships 1927 Bournemouth, Gran Bretagna Singolare - Doppio   |                                          |                           |               |                     |
| 15 maggio | North Side Championships 1927 University Heights, USA Singolare - Doppio              | Herbert Bowman 0-6 6-4 6-4 9-7           | Gilbert Hall              |               |                     |
| 15 maggio | North Side Championships 1927 University Heights, USA Singolare - Doppio              |                                          |                           |               |                     |
| 16 maggio | Surrey Championships 1927 Surbiton, Gran Bretagna Singolare - Doppio                  | Gordon Crole-Rees 6-1 6-0                | Nigel Sharpe              |               |                     |
| 16 maggio | Surrey Championships 1927 Surbiton, Gran Bretagna Singolare - Doppio                  |                                          |                           |               |                     |
| 22 maggio | Nipnichsen Club at Spuyten Duyvil Championships 1927 New York, USA Singolare - Doppio | Allen Hawthorne Behr 6-2 5-7 7-5 6-8 6-2 | Percy Lloyd Kynaston      |               |                     |
| 22 maggio | Nipnichsen Club at Spuyten Duyvil Championships 1927 New York, USA Singolare - Doppio |                                          |                           |               |                     |
| 23 maggio | Castle Point Trophy 1927 Hoboken, USA Singolare - Doppio                              | H. Ward Dawson 6-3 6-3 2-6 6-3 6-4       | Gregory Mangin            |               |                     |
| 23 maggio | Castle Point Trophy 1927 Hoboken, USA Singolare - Doppio                              |                                          |                           |               |                     |
| 23 maggio | Middlesex Championships 1927 Chiswick Park, Gran Bretagna Singolare - Doppio          | Jack Montagu Hillyard 6-3 6-3            | F. Crosbie                |               |                     |
| 23 maggio | Middlesex Championships 1927 Chiswick Park, Gran Bretagna Singolare - Doppio          |                                          |                           |               |                     |
| 30 maggio | Torneo di Saint George's Hill 1927 Weybridge, Gran Bretagna Singolare - Doppio        | Jack Crawford 6-1 6-1                    | Manuel Alonso             |               |                     |
| 30 maggio | Torneo di Saint George's Hill 1927 Weybridge, Gran Bretagna Singolare - Doppio        |                                          |                           |               |                     |
| 30 maggio | Orange Club Championships 1927 Mountain Station, USA Singolare - Doppio               | King                                     | Edwin McCrea              |               |                     |
| 30 maggio | Orange Club Championships 1927 Mountain Station, USA Singolare - Doppio               |                                          |                           |               |                     |
| 30 maggio | Northern Championships 1927 Manchester, Gran Bretagna Singolare - Doppio              | Douglas Hodges 4-6 4-6 6-2 6-2 7-5       | Gordon Crole-Rees         |               |                     |
| 30 maggio | Northern Championships 1927 Manchester, Gran Bretagna Singolare - Doppio              |                                          |                           |               |                     |
| 30 maggio | North London Championships 1927 Londra, Gran Bretagna Singolare - Doppio              | Frank H. Jarvis 6-3 6-1                  | Pat Hughes                |               |                     |
| 30 maggio | North London Championships 1927 Londra, Gran Bretagna Singolare - Doppio              |                                          |                           |               |                     |
| 31 maggio | Queensboro Championships 1927 Kew Gardens, USA Singolare - Doppio                     | Clarence James Griffin 6-3 6-2 6-4       | Bernstein                 |               |                     |
| 31 maggio | Queensboro Championships 1927 Kew Gardens, USA Singolare - Doppio                     |                                          |                           |               |                     |
| 31 maggio | Pacific Coast Championships 1927 Berkeley, USA Singolare - Doppio                     | William Johnston 5-7 6-3 6-2 4-6 6-1     | Gerald Stratford          |               |                     |
| 31 maggio | Pacific Coast Championships 1927 Berkeley, USA Singolare - Doppio                     |                                          |                           |               |                     |

### Giugno
| Settimana  | Torneo                                                                            | Vincitore                                            | Finalista                  | Semifinalisti | Eliminati ai quarti |
| ---------- | --------------------------------------------------------------------------------- | ---------------------------------------------------- | -------------------------- | ------------- | ------------------- |
| 4 giugno   | Internazionali di Francia 1927 Parigi, Francia Singolare - Doppio                 | René Lacoste 6-4 4-6 5-7 6-3 11-9                    | Bill Tilden                |               |                     |
| 4 giugno   | Internazionali di Francia 1927 Parigi, Francia Singolare - Doppio                 | Henri Cochet Jacques Brugnon 2-6, 6-2, 6-0, 1-6, 6-4 | Jean Borotra René Lacoste, |               |                     |
| 5 giugno   | Connecticut State Championships 1927 New Haven, USA Singolare - Doppio            | Francis Shields 6-4 6-4 11-9                         | H. Holbrook Hyde           |               |                     |
| 5 giugno   | Connecticut State Championships 1927 New Haven, USA Singolare - Doppio            |                                                      |                            |               |                     |
| 6 giugno   | West of England Championships 1927 Bristol, Gran Bretagna Singolare - Doppio      | Sydney M. Jacob 6-3 6-2                              | A.E. Browne                |               |                     |
| 6 giugno   | West of England Championships 1927 Bristol, Gran Bretagna Singolare - Doppio      |                                                      |                            |               |                     |
| 11 giugno  | New England Championships 1927 Hartford, USA Singolare - Doppio                   | George Lott                                          | Alfred Chapin              |               |                     |
| 11 giugno  | New England Championships 1927 Hartford, USA Singolare - Doppio                   |                                                      |                            |               |                     |
| 11 giugno  | Kent Championships 1927 Beckenham, Gran Bretagna Singolare - Doppio               | Donald M. Greig 4-6 6-2 6-3                          | Charles Kingsley           |               |                     |
| 11 giugno  | Kent Championships 1927 Beckenham, Gran Bretagna Singolare - Doppio               |                                                      |                            |               |                     |
| 12 giugno  | Philadelphia City Championships 1927 Filadelfia, USA Singolare - Doppio           | Manuel Alonso                                        | Wallace Ford Johnson       |               |                     |
| 12 giugno  | Philadelphia City Championships 1927 Filadelfia, USA Singolare - Doppio           |                                                      |                            |               |                     |
| 12 giugno  | New Jersey State Championships 1927 Montclair, USA Singolare - Doppio             | Herbert Bowman 6-1 6-3 4-6 4-6 6-1                   | Frederick Anderson         |               |                     |
| 12 giugno  | New Jersey State Championships 1927 Montclair, USA Singolare - Doppio             |                                                      |                            |               |                     |
| 13 giugno  | Queen's Club Championships 1927 Londra, Gran Bretagna Singolare - Doppio          | Henry George Mayes 6-3 6-3                           | Evans                      |               |                     |
| 13 giugno  | Queen's Club Championships 1927 Londra, Gran Bretagna Singolare - Doppio          |                                                      |                            |               |                     |
| 18 giugno  | Pennsylvania & Middle States Championships 1927 Haverford, USA Singolare - Doppio | Williams 6-3 6-3 8-10 6-2                            | Manuel Alonso              |               |                     |
| 18 giugno  | Pennsylvania & Middle States Championships 1927 Haverford, USA Singolare - Doppio |                                                      |                            |               |                     |
| 20 giugno  | Metropolitan Clay Court Championships 1927 New York, USA Singolare - Doppio       | Francis Shields 5-7 6-4 3-6 6-3 6-4                  | Gregory Mangin             |               |                     |
| 20 giugno  | Metropolitan Clay Court Championships 1927 New York, USA Singolare - Doppio       |                                                      |                            |               |                     |
| 20 giugno  | River Forest Invitational 1927 Chicago, USA Singolare - Doppio                    | George Lott                                          | Williams                   |               |                     |
| 20 giugno  | River Forest Invitational 1927 Chicago, USA Singolare - Doppio                    |                                                      |                            |               |                     |
| 25 giugno  | Delaware State Championships 1927 Wilmington, USA Singolare - Doppio              | Manuel Alonso 6-3 6-4 2-6 3-6 6-4                    | Bell                       |               |                     |
| 25 giugno  | Delaware State Championships 1927 Wilmington, USA Singolare - Doppio              |                                                      |                            |               |                     |
| 2-6 giugno | Brooklyn Championships 1927 Brooklyn, USA Singolare - Doppio                      | Percy Lloyd Kynaston 6-3 6-3 6-0                     | Allen Hawthorne Behr       |               |                     |
| 2-6 giugno | Brooklyn Championships 1927 Brooklyn, USA Singolare - Doppio                      |                                                      |                            |               |                     |
| 27 giugno  | Eastern Clay Court Championships 1927 New York, USA Singolare - Doppio            | Herbert Bowman 6-4 5-7 6-1 9-7                       | Julius Seligson            |               |                     |
| 27 giugno  | Eastern Clay Court Championships 1927 New York, USA Singolare - Doppio            |                                                      |                            |               |                     |

### Luglio
| Settimana | Torneo                                                                               | Vincitore                                      | Finalista                    | Semifinalisti | Eliminati ai quarti |
| --------- | ------------------------------------------------------------------------------------ | ---------------------------------------------- | ---------------------------- | ------------- | ------------------- |
| luglio    | Southern Championships 1927 Memphis, USA Singolare - Doppio                          | Bryan Grant                                    | non conosciuta (bandiera)    |               |                     |
| luglio    | Southern Championships 1927 Memphis, USA Singolare - Doppio                          |                                                |                              |               |                     |
| 2 luglio  | Quebec City Championships 1927 Montréal, Canada Singolare - Doppio                   | William F. Crocker                             | Jack Wright                  |               |                     |
| 2 luglio  | Quebec City Championships 1927 Montréal, Canada Singolare - Doppio                   |                                                |                              |               |                     |
| 3 luglio  | Tri-State Championships 1927 Cincinnati, USA Singolare - Doppio                      | George Lott 6-4 6-4 6-2                        | Emmet Pare                   |               |                     |
| 3 luglio  | Tri-State Championships 1927 Cincinnati, USA Singolare - Doppio                      | Paul Kunkel Raymond J. Kunkel 7-5, 7-5, 6-2    | George Lott Thomas Johnson   |               |                     |
| 4 luglio  | Torneo di Wimbledon 1927 Londra, Gran Bretagna Singolare - Doppio                    | Henri Cochet 4-6 4-6 6-3 6-4 7-5               | Jean Borotra                 |               |                     |
| 4 luglio  | Torneo di Wimbledon 1927 Londra, Gran Bretagna Singolare - Doppio                    | Frank Hunter Bill Tilden 1-6 4-6 8-6 6-3 6-4   | Jacques Brugnon Henri Cochet |               |                     |
| 4 luglio  | Nassau Bowl 1927 Glen Cove, USA Singolare - Doppio                                   | Wallace Ford Johnson 7-5 6-4 3-6 6-4           | Manuel Alonso                |               |                     |
| 4 luglio  | Nassau Bowl 1927 Glen Cove, USA Singolare - Doppio                                   |                                                |                              |               |                     |
| 4 luglio  | East of England Championships 1927 Felixstowe, Gran Bretagna Singolare - Doppio      | Charles Kingsley 6-2 6-2 6-3                   | Max Woosnam                  |               |                     |
| 4 luglio  | East of England Championships 1927 Felixstowe, Gran Bretagna Singolare - Doppio      |                                                |                              |               |                     |
| 4 luglio  | Kings County Championships 1927 Brooklyn, USA Singolare - Doppio                     | Julius Seligson 9-7 6-3 6-4                    | Allen Hawthorne Behr         |               |                     |
| 4 luglio  | Kings County Championships 1927 Brooklyn, USA Singolare - Doppio                     |                                                |                              |               |                     |
| 7 luglio  | Midland Counties Championships 1927 Edgbaston, Gran Bretagna Singolare - Doppio      | Bunny Henry Austin 6-1 6-3                     | Keats Lester                 |               |                     |
| 7 luglio  | Midland Counties Championships 1927 Edgbaston, Gran Bretagna Singolare - Doppio      |                                                |                              |               |                     |
| 9 luglio  | Central States Championships 1927 Saint Louis, USA Singolare - Doppio                | Wilbur Franklyn Coen 6-1 6-3 6-0               | Drews                        |               |                     |
| 9 luglio  | Central States Championships 1927 Saint Louis, USA Singolare - Doppio                |                                                |                              |               |                     |
| 9 luglio  | Middle States Championships 1927 Filadelfia, USA Singolare - Doppio                  | Manuel Alonso 7-5 3-6 6-3 6-2                  | Holman                       |               |                     |
| 9 luglio  | Middle States Championships 1927 Filadelfia, USA Singolare - Doppio                  |                                                |                              |               |                     |
| 9 luglio  | Ontario Championships 1927 Ottawa, Canada Singolare - Doppio                         | Louis Thalheimer                               | Gilbert Nunns                |               |                     |
| 9 luglio  | Ontario Championships 1927 Ottawa, Canada Singolare - Doppio                         |                                                |                              |               |                     |
| 10 luglio | Quaker Ridge Championships 1927 New Rochelle, USA Singolare - Doppio                 | Herbert Bowman                                 | Jerry Lang                   |               |                     |
| 10 luglio | Quaker Ridge Championships 1927 New Rochelle, USA Singolare - Doppio                 |                                                |                              |               |                     |
| 10 luglio | Western Championships 1927 Dayton, USA Singolare - Doppio                            | George Lott                                    | John Hennessey               |               |                     |
| 10 luglio | Western Championships 1927 Dayton, USA Singolare - Doppio                            |                                                |                              |               |                     |
| 11 luglio | Welsh Championships 1927 Newport, Gran Bretagna Singolare - Doppio                   | David H. Williams 8-6 6-1 3-6 6-1              | Jack Montagu Hillyard        |               |                     |
| 11 luglio | Welsh Championships 1927 Newport, Gran Bretagna Singolare - Doppio                   |                                                |                              |               |                     |
| 11 luglio | Irish Championships 1927 Dublino, Irlanda Singolare - Doppio                         | Gordon Crole-Rees 6-2 7-5 3-6 6-4              | Pat Hughes                   |               |                     |
| 11 luglio | Irish Championships 1927 Dublino, Irlanda Singolare - Doppio                         |                                                |                              |               |                     |
| 13 luglio | Düsseldorf Championships 1927 Düsseldorf, Germania Singolare - Doppio                | Jean Borotra 4-6 2-6 6-1 6-2 6-1               | Otto Froitzheim              |               |                     |
| 13 luglio | Düsseldorf Championships 1927 Düsseldorf, Germania Singolare - Doppio                |                                                |                              |               |                     |
| 16 luglio | Rhode Island State Championships 1927 Providence, USA Singolare - Doppio             | John Doeg 6-4 6-2 7-5                          | Arnold W. Jones              |               |                     |
| 16 luglio | Rhode Island State Championships 1927 Providence, USA Singolare - Doppio             |                                                |                              |               |                     |
| 16 luglio | Missouri Valley Championships 1927 Omaha, USA Singolare - Doppio                     | W. Brown                                       | Wilbur Franklyn Coen         |               |                     |
| 16 luglio | Missouri Valley Championships 1927 Omaha, USA Singolare - Doppio                     |                                                |                              |               |                     |
| 16 luglio | West New Jersey Championships 1927 Moorestown, USA Singolare - Doppio                | Carl Fischer                                   | Samuel Gilpin                |               |                     |
| 16 luglio | West New Jersey Championships 1927 Moorestown, USA Singolare - Doppio                |                                                |                              |               |                     |
| 16 luglio | Bergen County Championships 1927 Hackensack, USA Singolare - Doppio                  | Allen Hawthorne Behr 9-7 0-6 6-4 8-6           | Percy Lloyd Kynaston         |               |                     |
| 16 luglio | Bergen County Championships 1927 Hackensack, USA Singolare - Doppio                  |                                                |                              |               |                     |
| 17 luglio | New York State Championships 1927 Syracuse, USA Singolare - Doppio                   | Herbert Bowman 6-3 6-3 6-0                     | Julius Seligson              |               |                     |
| 17 luglio | New York State Championships 1927 Syracuse, USA Singolare - Doppio                   |                                                |                              |               |                     |
| 18 luglio | Torneo di Evian-les-Bains 1927 Évian-les-Bains, Francia Singolare - Doppio           | Giorgio De Stefani 6-2 6-3 6-4                 | F Thurneyssen                |               |                     |
| 18 luglio | Torneo di Evian-les-Bains 1927 Évian-les-Bains, Francia Singolare - Doppio           |                                                |                              |               |                     |
| 24 luglio | U.S. Men's Clay Court Championships 1927 Detroit, USA Terra rossa Singolare - Doppio | Bill Tilden 6-4 6-1 6-2                        | John Hennessey               |               |                     |
| 24 luglio | U.S. Men's Clay Court Championships 1927 Detroit, USA Terra rossa Singolare - Doppio | John Hennessey Lucien Williams 6-4 6-3 3-6 9-7 | Bill Tilden Sandy Weiner     |               |                     |
| 24 luglio | Longwood Bowl 1927 Brookline, USA Singolare - Doppio                                 | John Doeg 6-8 10-8 8-6 6-3                     | Holman                       |               |                     |
| 24 luglio | Longwood Bowl 1927 Brookline, USA Singolare - Doppio                                 |                                                |                              |               |                     |
| 25 luglio | Torneo di Shanklin 1927 Shanklin, Gran Bretagna Singolare - Doppio                   | René de Buzelet 6-1 6-0                        | Jack Montagu Hillyard        |               |                     |
| 25 luglio | Torneo di Shanklin 1927 Shanklin, Gran Bretagna Singolare - Doppio                   |                                                |                              |               |                     |
| 25 luglio | Scottish Championships 1927 Edimburgo, Gran Bretagna Singolare - Doppio              | Collins 6-4 6-3 6-3                            | D.L. Craig                   |               |                     |
| 25 luglio | Scottish Championships 1927 Edimburgo, Gran Bretagna Singolare - Doppio              |                                                |                              |               |                     |

### Agosto
| Settimana | Torneo                                                                            | Vincitore                                             | Finalista                      | Semifinalisti | Eliminati ai quarti |
| --------- | --------------------------------------------------------------------------------- | ----------------------------------------------------- | ------------------------------ | ------------- | ------------------- |
| agosto    | Canadian Championships 1927 Vancouver, Canada Singolare - Doppio                  | Jack Wright 7-5, 8-6, 6-3                             | Leon de Turenne                |               |                     |
| agosto    | Canadian Championships 1927 Vancouver, Canada Singolare - Doppio                  | Bradford Harrison Sherman Lockwood 4-6, 6-1, 6-4, 6-2 | Stanley Aimquist John Risso    |               |                     |
| agosto    | Queensland Championships 1927 Brisbane, Australia Singolare - Doppio              | Jack Crawford 9-7 3-6 6-3 6-4                         | Fred Kalms                     |               |                     |
| agosto    | Queensland Championships 1927 Brisbane, Australia Singolare - Doppio              |                                                       |                                |               |                     |
| agosto    | West Sussex Championships 1927 Bognor Regis, Gran Bretagna Singolare - Doppio     | Catty Ralph Wackett titolo condiviso                  |                                |               |                     |
| agosto    | West Sussex Championships 1927 Bognor Regis, Gran Bretagna Singolare - Doppio     |                                                       |                                |               |                     |
| 1º agosto | Suffolk Championships 1927 Saxmundham, Gran Bretagna Singolare - Doppio           | Randolph Lycett 6-2 6-1                               | Penn                           |               |                     |
| 1º agosto | Suffolk Championships 1927 Saxmundham, Gran Bretagna Singolare - Doppio           |                                                       |                                |               |                     |
| 1º agosto | Metropolitan Grass Court Championships 1927 New York, USA Singolare - Doppio      | Francis Townsend Hunter 6-3 6-2 3-6 7-5               | John Doeg                      |               |                     |
| 1º agosto | Metropolitan Grass Court Championships 1927 New York, USA Singolare - Doppio      |                                                       |                                |               |                     |
| 1º agosto | Illinois State Championships 1927 Chicago, USA Singolare - Doppio                 | Bill Tilden 5-7 6-3 6-2 3-6 8-6                       | John Hennessey                 |               |                     |
| 1º agosto | Illinois State Championships 1927 Chicago, USA Singolare - Doppio                 | Bill Tilden Sandy Weiner 9-7 6-0 6-4                  | John Hennessey Lucien Williams |               |                     |
| 1º agosto | Hampshire Championships 1927 Bournemouth, Gran Bretagna Singolare - Doppio        | John Pennycuick 6-0 6-8 7-5                           | Sydney M. Jacob                |               |                     |
| 1º agosto | Hampshire Championships 1927 Bournemouth, Gran Bretagna Singolare - Doppio        |                                                       |                                |               |                     |
| 6 agosto  | Seabright Invitational 1927 Seabright, USA Erba Singolare - Doppio                | Bill Tilden 6-4 6-1 8-6                               | Francis Townsend Hunter        |               |                     |
| 6 agosto  | Seabright Invitational 1927 Seabright, USA Erba Singolare - Doppio                |                                                       |                                |               |                     |
| 7 agosto  | Northern New Jersey Championships 1927 Westfield, USA Singolare - Doppio          | Gregory Mangin                                        | Gilbert Hall                   |               |                     |
| 7 agosto  | Northern New Jersey Championships 1927 Westfield, USA Singolare - Doppio          |                                                       |                                |               |                     |
| 8 agosto  | Derbyshire Championships 1927 Buxton, Gran Bretagna Singolare - Doppio            | Gordon Crole-Rees 2-6 6-0 6-1                         | George Golding                 |               |                     |
| 8 agosto  | Derbyshire Championships 1927 Buxton, Gran Bretagna Singolare - Doppio            |                                                       |                                |               |                     |
| 13 agosto | Southampton Invitation 1927 Southampton, USA Erba Singolare - Doppio              | Bill Tilden 6-2 7-5 6-2                               | George Lott                    |               |                     |
| 13 agosto | Southampton Invitation 1927 Southampton, USA Erba Singolare - Doppio              |                                                       |                                |               |                     |
| 15 agosto | North of England Championships 1927 Scarborough, Gran Bretagna Singolare - Doppio | John Colin Gregory 6-8 12-10 9-7 ritiro               | Randolph Lycett                |               |                     |
| 15 agosto | North of England Championships 1927 Scarborough, Gran Bretagna Singolare - Doppio |                                                       |                                |               |                     |
| 20 agosto | Atlantic Coast Invitational 1927 Ocean City, USA Singolare - Doppio               | Herbert Bowman 7-5 6-4 6-2                            | Wallace Ford Johnson           |               |                     |
| 20 agosto | Atlantic Coast Invitational 1927 Ocean City, USA Singolare - Doppio               |                                                       |                                |               |                     |
| 20 agosto | Torneo di Briarcliff Manor 1927 Briarcliff Manor, USA Singolare - Doppio          | Sidney Wood                                           | Eugene McCauliff               |               |                     |
| 20 agosto | Torneo di Briarcliff Manor 1927 Briarcliff Manor, USA Singolare - Doppio          |                                                       |                                |               |                     |
| 22 agosto | Greater New York Championships 1927 New York, USA Singolare - Doppio              | Allen Hawthorne Behr                                  | Percy Lloyd Kynaston           |               |                     |
| 22 agosto | Greater New York Championships 1927 New York, USA Singolare - Doppio              |                                                       |                                |               |                     |
| 27 agosto | Maine State Championships 1927 Squirrel Island, USA Singolare - Doppio            | Anton Von Bernuth                                     |                                |               |                     |
| 27 agosto | Maine State Championships 1927 Squirrel Island, USA Singolare - Doppio            |                                                       |                                |               |                     |
| 27 agosto | Newport Casino Trophy 1927 Newport, USA Erba Singolare - Doppio                   | Bill Tilden 5-7 6-3 9-7 6-2                           | Manuel Alonso                  |               |                     |
| 27 agosto | Newport Casino Trophy 1927 Newport, USA Erba Singolare - Doppio                   | Bill Tilden Francis Hunter 6-8 6-2 6-2 6-3            | George Lott John Doeg          |               |                     |
| 29 agosto | Cinque Ports Championships 1927 Folkestone, Gran Bretagna Singolare - Doppio      | John Pennycuick 9-7 3-6 6-2 1-6 6-2                   | Henry Standring                |               |                     |
| 29 agosto | Cinque Ports Championships 1927 Folkestone, Gran Bretagna Singolare - Doppio      |                                                       |                                |               |                     |

### Settembre
| Settimana    | Torneo                                                                           | Vincitore                               | Finalista                                | Semifinalisti | Eliminati ai quarti |
| ------------ | -------------------------------------------------------------------------------- | --------------------------------------- | ---------------------------------------- | ------------- | ------------------- |
| settembre    | Torneo di Pau 1927 Pau, Francia Singolare - Doppio                               | Henri Cochet 4-6 6-2 6-2 4-6 6-3        | Eduardo Flaquar                          |               |                     |
| settembre    | Torneo di Pau 1927 Pau, Francia Singolare - Doppio                               |                                         |                                          |               |                     |
| settembre    | South of England Championships 1927 Eastbourne, Gran Bretagna Singolare - Doppio | Bunny Henry Austin 6-4 6-4              | William Powell                           |               |                     |
| settembre    | South of England Championships 1927 Eastbourne, Gran Bretagna Singolare - Doppio |                                         |                                          |               |                     |
| 17 settembre | U.S. National Championships 1927 New York, USA Erba Singolare - Doppio           | René Lacoste 11-9 6-3 11-9              | Bill Tilden                              |               |                     |
| 17 settembre | U.S. National Championships 1927 New York, USA Erba Singolare - Doppio           | Bill Tilden Francis Hunter 10-8 6-3 6-3 | William Johnston Richard Norris Williams |               |                     |
| 18 settembre | Eastern Grass Court Championships 1927 Rye, USA Singolare - Doppio               | Julius Seligson 6-3 6-3 9-7             | Bill Aydelotte                           |               |                     |
| 18 settembre | Eastern Grass Court Championships 1927 Rye, USA Singolare - Doppio               |                                         |                                          |               |                     |
| 25 settembre | U.S. Pro Tennis Championships 1927 New York, USA Erba Singolare - Doppio         | Vincent Richards 11-9, 6-4, 6-3         | Howard Kinsey                            |               |                     |
| 25 settembre | U.S. Pro Tennis Championships 1927 New York, USA Erba Singolare - Doppio         |                                         |                                          |               |                     |
| 26 settembre | Coupe Porée 1927 Parigi, Francia Singolare - Doppio                              | Henri Cochet 4-6 6-4 3-6 6-3 6-3        | Christian Boussus                        |               |                     |
| 26 settembre | Coupe Porée 1927 Parigi, Francia Singolare - Doppio                              |                                         |                                          |               |                     |

### Ottobre
| Settimana  | Torneo | Vincitore                     | Finalista               | Semifinalisti | Eliminati ai quarti |
| ---------- | --- | ----------------------------- | ----------------------- | ------------- | ------------------- |
| ottobre    | Sydney Championships 1927 Sydney, Australia Singolare - Doppio                                                     | Jack Crawford 4-6 6-3 8-6 6-1 | Fred Kalms              |               |                     |
| ottobre    | Sydney Championships 1927 Sydney, Australia Singolare - Doppio                                                     |                               |                         |               |                     |
| ottobre    | Queen's Club Pro Championships 1927 (World Pro Championships) Londra, Gran Bretagna Terra rossa Singolare - Doppio | Dan Maskell                   | Charles Read            |               |                     |
| ottobre    | Queen's Club Pro Championships 1927 (World Pro Championships) Londra, Gran Bretagna Terra rossa Singolare - Doppio |                               |                         |               |                     |
| 9 ottobre  | Pacific Southwest Championships 1927 Los Angeles, USA Singolare - Doppio                                           | Bill Tilden 6-2 6-4 6-2       | Francis Townsend Hunter |               |                     |
| 9 ottobre  | Pacific Southwest Championships 1927 Los Angeles, USA Singolare - Doppio                                           |                               |                         |               |                     |
| 10 ottobre | British Covered Court Championships 1927 Londra, Gran Bretagna Singolare - Doppio                                  | Edward Higgs 6-4 6-3 6-4      | Gordon Crole-Rees       |               |                     |
| 10 ottobre | British Covered Court Championships 1927 Londra, Gran Bretagna Singolare - Doppio                                  |                               |                         |               |                     |

### Novembre
| Settimana   | Torneo                                                             | Vincitore                      | Finalista               | Semifinalisti | Eliminati ai quarti |
| ----------- | ------------------------------------------------------------------ | ------------------------------ | ----------------------- | ------------- | ------------------- |
| 1º novembre | Racing Club Autumn Meeting 1927 Parigi, Francia Singolare - Doppio | Henri Cochet 6-3 6-3 6-1       | Leonce Aslangul         |               |                     |
| 1º novembre | Racing Club Autumn Meeting 1927 Parigi, Francia Singolare - Doppio |                                |                         |               |                     |
| 28 novembre | Pennsylvania AC Tournament 1927 Filadelfia, USA Singolare - Doppio | Bill Tilden 8-6 5-7 2-1 ritiro | Francis Townsend Hunter |               |                     |
| 28 novembre | Pennsylvania AC Tournament 1927 Filadelfia, USA Singolare - Doppio |                                |                         |               |                     |

### Dicembre
| Settimana   | Torneo                                                                        | Vincitore                                    | Finalista          | Semifinalisti | Eliminati ai quarti |
| ----------- | ----------------------------------------------------------------------------- | -------------------------------------------- | ------------------ | ------------- | ------------------- |
| dicembre    | Lyon International 1927 Lione, Francia Singolare - Doppio                     | Roger George 6-2 8-10 6-4                    | Henri Cochet       |               |                     |
| dicembre    | Lyon International 1927 Lione, Francia Singolare - Doppio                     |                                              |                    |               |                     |
| 7 dicembre  | Victorian Championships 1927 Melbourne, Australia Singolare - Doppio          | Gerald Patterson 7-5 6-1 5-7 1-6 7-5         | Jack Crawford      |               |                     |
| 7 dicembre  | Victorian Championships 1927 Melbourne, Australia Singolare - Doppio          |                                              |                    |               |                     |
| 17 dicembre | Monegasque Championships 1927 Monte Carlo, Monte Carlo Singolare - Doppio     | Henry George Mayes walkover                  | Charles Aeschliman |               |                     |
| 17 dicembre | Monegasque Championships 1927 Monte Carlo, Monte Carlo Singolare - Doppio     |                                              |                    |               |                     |
| 26 dicembre | Beausite New Year Meeting 1927 Cannes, Francia Singolare - Doppio             | Henry George Mayes 6-1 6-1 9-7               | Charles Aeschliman |               |                     |
| 26 dicembre | Beausite New Year Meeting 1927 Cannes, Francia Singolare - Doppio             |                                              |                    |               |                     |
| 27 dicembre | New Zealand Championships 1927 Christchurch, Nuova Zelanda Singolare - Doppio | Geoffrey Morton Ollivier 6-1 4-6 6-3 3-6 9-7 | Edgar L. Bartleet  |               |                     |
| 27 dicembre | New Zealand Championships 1927 Christchurch, Nuova Zelanda Singolare - Doppio | Edgar L. Bartleet J.T. Laurenson             |                    |               |                     |
| 31 dicembre | Coupe de Noel 1927 Parigi, Francia Singolare - Doppio                         | Henri Cochet 6-2 6-4 6-3                     | Axel Petersen      |               |                     |
| 31 dicembre | Coupe de Noel 1927 Parigi, Francia Singolare - Doppio                         |                                              |                    |               |                     |

## Senza data
| Settimana | Torneo                                                   | Vincitore | Finalista                 | Semifinalisti | Eliminati ai quarti |
| --------- | -------------------------------------------------------- | --------- | ------------------------- | ------------- | ------------------- |
|           | Torneo di La Jolla 1927 La Jolla, USA Singolare - Doppio | Joe Ciano | non conosciuta (bandiera) |               |                     |
|           | Torneo di La Jolla 1927 La Jolla, USA Singolare - Doppio |           |                           |               |                     |